# Gare d'Újudvar
La gare d'Újudvar (en hongrois : Újudvar vasútállomás) est une halte ferroviaire hongroise, située à Újudvar.